# Rokszyce (przystanek kolejowy)
Rokszyce – wąskotorowy kolejowy przystanek osobowy w Nowych Rokszycach, w gminie Biała Rawska, w powiecie rawskim, w województwie łódzkim, w Polsce. Obsługuje ruch turystyczny. Mieści się na niewielkim łuku toru.